# Cod ATC L
Codul ATC L Antineoplazice și imunomodulatoare este o parte a sistemului de clasificare anatomică, terapeutică și chimică a medicamentelor, un sistem dezvoltat de către Organizația Mondială a Sănătății (OMS) pentru clasificarea medicamentelor și a altor produse medicinale.
Codurile pentru preparatele de uz veterinar sunt create prin alipirea literei Q în fața codului ATC corespunzător produsului pentru uz uman; de exemplu, QL. 

## L Antineoplazice și imunomodulatoare
L01 Antineoplazice
L02 Terapia endocrină
L03 Imunostimulante
L04 Imunosupresoare